# La Renaixensa
La Renaixensa è stato un periodico diffuso a Barcellona dal 1º febbraio 1871 al 9 maggio 1905. Inizialmente aveva una cadenza quindicinale, ma dal 1881 divenne quotidiana.

## Storia
La pubblicazione è avvenuta per iniziativa di Pere Aldavert che poté contare sull'appoggio di Angel Guimerá e di Francesch Matheu, che ne divenne il primo direttore.
Tutti e tre facevano parte della società catalanista Jove Catalunya e, anche se la rivista doveva essere in origine apolitica e dedicata alla letteratura e alle scienze, a partire dal 1873 vennero pubblicati articoli dai contenuti marcatamente politici e focalizzati su questioni catalane.
Sotto la guida di Angel Guimerá, la rivista continuò ad essere soprattutto letteraria e spesso vi apparivano opere dei principali autori dell'epoca e dava spazio a ricerche storiche e alle polemiche che esistevano all'interno dell'ambiente culturale catalano.
Nel 1881, durante la celebrazione del Primo Congresso Catalanista, sorsero dei contrasti tra Valentín Almirall, direttore del Diari Català, e gli editori de La Renaixensa che portarono quest'ultimi a decidere per una pubblicazione quotidiana, mentre la rivista letteraria venne pubblicata mensilmente e dal 1882 divenne un supplemento del giornale stesso
Anche se cercò di mantenere la neutralità politica, a partire dal 1892 il quotidiano divenne un organo d'informazione non ufficiale dell'Unió Catalanista e tra i collaboratori abituali si trovavano Enric Prat de la Riba e Josep Puig i Cadafalch.
In seguito all'avvento della Lliga Regionalista, e dell'importanza acquisita da La Veu di Catalunya come giornale di partito, La Renaixensa iniziò ad andare in crisi per poi smettere la pubblicazione nel 1905.